# Orachrysops niobe
Orachrysops niobe is een vlinder uit de familie van de Lycaenidae. De wetenschappelijke naam van de soort is voor het eerst gepubliceerd in 1862 door Roland Trimen.
De soort komt voor in Zuid-Afrika (Westelijke Kaap).